# Au rendez-vous des Terre-Neuvas
Au rendez-vous des Terre-Neuvas est un roman policier de Georges Simenon écrit à bord de l’Ostrogoth, Morsang-sur-Seine (Seine-et-Marne) en juillet 1931 et publié en août 1931. Il fait partie de la série des Maigret.
Le roman se déroule à Fécamp, avec des références à une pêche à la morue au large de Terre-Neuve. L’enquête dure quatre jours et se déroule en juin, à partir du café qui donne son nom au titre du roman.
Après trois jours passés en mer sur l’Océan, un chalutier de Fécamp, Jean-Marie Canut, le mousse, a été emporté par une lame. Peu après le retour de l’Océan, le capitaine Octave Fallut est retrouvé mort par strangulation dans l'un des bassins du port. Le télégraphiste du chalutier, Pierre Le Clinche (vingt ans) a été aperçu en train de rôder aux alentours du bateau le jour du drame. Le Clinche arrêté, un ancien camarade de Maigret, Jorissen, instituteur à Quimper, fait appel au commissaire et lui demande de prouver l'innocence du jeune télégraphiste. Une fois sur place, Maigret s'installe Au Rendez-vous-des-Terre-Neuvas, un café du port à partir duquel il mène son enquête.

## Résumé
Octave Fallut, capitaine du chalutier l'« Océan », a été découvert étranglé, dans un bassin du port de Fécamp. Le télégraphiste Le Clinche, que l'on a vu rôder aux alentours du bateau, est soupçonné et arrêté. Maigret est informé de l'affaire par un ancien ami, instituteur à Quimper, qui lui demande de prouver l'innocence de Le Clinche. Assez vite, le commissaire découvre la présence d'une femme à bord du bateau lors de la dernière campagne de pêche : pendant trois mois, le capitaine a caché Adèle, sa maîtresse, dans sa cabine. Cette situation a engendré une certaine jalousie mêlée de méfiance entre le capitaine, le chef-mécanicien et le télégraphiste mis au courant de la présence d'une femme à bord, et cela d'autant plus que le jeune Le Clinche est parvenu une seule fois, malgré la vigilance de Fallut, à avoir avec Adèle des relations intimes qui vont l'obséder pendant la suite de la campagne de pêche. Une confrontation entre Le
Clinche, Adèle et Gaston Buzier, suspect, lui aussi, aboutit à la mise en liberté de Le Clinche, faute de preuves. Maigret prend alors le jeune homme en charge et le conduit auprès de Marie Léonnec, sa fiancée. À la terrasse de l'hôtel où ils se sont réunis, survient Adèle, qui essaie, par jalousie, de provoquer un scandale. 
Il en résultera chez Le Clinche une tentative de suicide. L'affaire restant peu claire, Maigret tente de reconstituer l'atmosphère de cette
campagne de pêche à bord de l' « Océan », et il en déduit que le drame s'est joué le troisième jour, lors de la mort de Jean-Marie, le nouveau mousse. Interrogé à l'hôpital, Le Clinche révèle enfin la source du drame ; ayant découvert l'existence d'Adèle, le mousse a menacé le capitaine de dévoiler son secret à l'équipage. Dans la lutte qui s'est ensuivie, le capitaine a provoqué la chute de Jean-Marie, qui s'est fracassé le crâne sur un cabestan. Soucieux de maintenir la discipline et sa réputation, Fallut a fait taire le seul témoin, Le Clinche, et a prétendu que le mousse avait été emporté par une lame.
À l'arrivée au port, toujours obsédé par le souvenir d'Adèle et pour se venger de l' « exclusivisme » de Fallut, Le Clinche a avoué au père du mousse que celui-ci avait été assassiné par le capitaine. Le père a étranglé ce dernier. En possession de toutes les données, Maigret décide néanmoins de ne pas les divulguer et de classer l'affaire.

## Aspects particuliers du roman
L’effort de Maigret vise principalement à reconstruire l’ambiance pesante et trouble causée par la présence d’une fille facile dans un milieu exclusivement masculin.
La nouvelle Le Naufrage du Catherine, écrite en 1929 et publiée dans le recueil Les 13 Énigmes (1932), met en scène un télégraphiste retrouvé mort après un naufrage, et un capitaine nommé Fallut.

## Personnages
- Pierre Le Clinche, fils de pêcheur, télégraphiste à bord de l’« Océan ». Célibataire. 19 ans.
- Marie Léonnec, fille de gros commerçants, fiancée de Le Clinche, 21 ans
- Octave Fallut, capitaine de l’ « Océan », 55 ans, la victime
- Adèle Noirhomme, fille publique du Havre, sa maîtresse
- Gaston Buzier, autre amant d’Adèle.

## Éditions
- Édition originale : Fayard, 1931
- Presses-Pocket n° 1352, 1977  (ISBN 978-2-266-00428-2)
- Livre de poche n° 14298, 2003  (ISBN 978-2-253-14298-0)
- Tout Simenon, tome 16, Omnibus, 2003  (ISBN 978-2-258-06101-9)
- Tout Maigret, tome 2, Omnibus,  2019  (ISBN 978-2-258-15043-0)

## Adaptations
- Sous le titre The Log of the Cap Fagnet, téléfilm anglais de Michael Hayes (en) , avec Rupert Davies, 1963.
- Sous le titre Maigret en de Kabeljauwvissers, téléfilm hollandais avec Jan Teulings (Commissaire Maigret), 1967.
- Au rendez-Vous des Terre-Neuvas, téléfilm français de Jean-Paul Sassy, avec Jean Richard dans le rôle-titre, diffusé sur Antenne 2 en 1977.

## Source
- Maurice Piron, Michel Lemoine, L'Univers de Simenon, guide des romans et nouvelles (1931-1972) de Georges Simenon, Presses de la Cité, 1983, p. 270-271  (ISBN 978-2-258-01152-6)